# Skate (Computerspiel)
Skate ist ein Computerspiel von EA Black Box für PlayStation 3, Xbox 360 und Smartphones. Es wurde in den USA am 14. September 2007 für die Xbox 360 und am 25. September 2007 für die PlayStation 3 veröffentlicht. In Europa war es ab dem 28. September 2007 für die Xbox 360 und dem 5. Oktober 2007 für die PlayStation 3 erhältlich.

## Handlung
Der Spieler nimmt die Rolle eines selbsterstellten Skateboarders in der fiktiven Stadt San Vanelona an. Ähnlich wie bei Grand Theft Auto sind auf einer kleinen Karte im Spiel die auf den Spieler wartenden Aufgaben, sowie Geschäfte und Skateparks eingezeichnet. Durch das Lösen der Aufgaben steigt seine Bekanntheit und lockt Sponsoren an, was später sogar die Teilnahme an einem an die X Games erinnernden Event ermöglicht. Es gibt verschiedene Aufgaben, bei denen man, neben Vorführen von Tricks und Highscores, auch gegen KI-gesteuerte Gegner fahren muss. Bestandene Aufgaben schalten neue Kleidung, Ausrüstung, Charaktere und weitere Aufgaben frei. Der Spieler hat jederzeit die Möglichkeit, kleine Videoclips zu erstellen (15–25 Sekunden lang), in denen er die Kameraposition selbst bestimmt und Effekte einfügen kann. Anschließend kann er diese auf der Internetseite von EA anderen Spielern zugänglich machen.
Im Unterschied zum Hauptkonkurrenten, der Tony-Hawk’s-Serie, werden Tricks nicht durch das Drücken verschiedener Tastenkombinationen vollführt, sondern mit Bewegungen des Analogsticks in Verbindung mit anderen Tasten. Um grinden zu können, muss der Spieler auf einer grindfähigen Oberfläche landen. Die Art, wie er landet, bestimmt schließlich auch die Art des Grinds. Die Verbesserung der Eigenschaften, wie Balance oder Sprungkraft, sowie das Erlernen neuer Tricks funktioniert nicht wie in Tony Hawk’s mithilfe der Verteilung von Stat-Points. Alle möglichen Tricks stehen dem Spieler von Beginn an zur Verfügung. Es ist die investierte Zeit, und die dadurch steigende Fingerfertigkeit und Erfahrung, die schwierigere Tricks ermöglicht.

## Skate It
Skate It ist die Wii-Version des Konsolenspiels. Es hat eine leicht abweichende Handlung und dieselben Locations, sowie zusätzlich die Level Paris, Rio, London, San Francisco und Shanghai. Der Charakter des Spiels basiert nicht mehr auf Open-World, sondern man kann die einzelnen, begrenzten Level auswählen. Der größte Unterschied liegt allerdings in der Steuerung. Skate it ist mit Sensorsteuerung spielbar. Besonders hervorzuheben ist die Unterstützung des „Balance Boards“ für Wii, mit dem man wirklich Tricks mit dem Board nachahmen kann und dann im Spiel ausführt.
Das Spiel erschien auch für den Nintendo DS.

## Fortsetzungen
- 22. Januar 2009 – Skate 2 (Xbox 360, PlayStation 3)
- 13. Mai 2010 – Skate 3 (Xbox 360, PlayStation 3)